# Tom Dowd
Tom Dowd (20. oktober 1925 – 27. oktober 2002) var en amerikansk studie tekniker og producer kendt for sit arbejde med både jazz og rock, måske især sit samarbejde med Eric Clapton.
Under 2. verdenskrig arbejdede Dowd på Manhattanprojektet ved Columbia University og efter krigen fortsatte han dette arbejde, bl.a. med deltagelse i test af nukleare våben ved Bikini-atollen. 
Efter at have forladt hæren begyndte Dowd at anvende sine tekniske færdigheder inden for studie-arbejde. Han er anerkendt som den tekniker der gjorde otte-spors optagelse almindelige til kommercelle musik-optagelser, og han opfandt brugen af kanal fadere i stedet for drejeknapper på mixer-pulte til lyd. Han opfandt også en række metoder til at ændre lyd i redigerings-fasen.
Dowd arbejdede i starten med jazz optagelser i New York. Han blev senere ansat af Atlantic Records og stod for banebrydende optagelser med Ray Charles, John Coltrane og Ornette Coleman. Senere i 1960'erne arbejdede han bl.a. for Aretha Franklin, Cream og Allman Brothers. 
I 1970'erne producerede Dowd bl.a. albums for Rod Stewart og Lynyrd Skynyrd og var tæt involveret i den kreative process ved Derek and the Dominoes' Layla and Other Assorted Love Songs og Claptons 461 Ocean Boulevard.
Dowd modtog i 2002 en Grammy Trustees Award for sin indsats.